# Vuurtorens van Hoek van Holland
Het plan voor plaatsing van de eerste vuurtorens van Hoek van Holland dateert uit de tijd van de aanleg van de Nieuwe Waterweg (1866 tot 1872). De vuurtorens waren nodig om de scheepvaart veilig richting haven van Rotterdam te kunnen loodsen.
Hoek van Holland kent verschillende lichten, te weten:
1. het oude hoge licht, staat nog op zijn oude plaats
2. het oude lage licht, staat tegenwoordig in het havenmuseum in Rotterdam
3. 2 rode nieuwe lichten voor de rode lichtlijn, geplaatst in 1974
4. 2 groene nieuwe lichten voor de groene lichtlijn, geplaatst in 1974
5. 2 witte nieuwe lichten voor de witte lichtlijn, geplaatst in 1974
6. voormalig hoge lichtopstand van de uitgaande lichtlijn, stond tussen 1976 en 2004 op het Deltaplein in Kijkduin.

## Het oude "hoge licht"
Het oude hoge licht staat aan de Willem van Houtenstraat. De roodbruine gietijzeren toren is ontworpen door Adrianus Cornelis van Loo en gebouwd van 1893 tot 1894 door Penn & Bauduin uit Dordrecht. De toren heeft een trap met 111 treden leidend naar zes verdiepingen. De ronde toren had sinds 1960 een draaiend optiek dat in 1974 werd verplaatst om dienst te doen op de vuurtoren aan de Maasvlakte, die de functie van verkenningslicht overnam. Tegenwoordig is het oorspronkelijke optiek uit 1894 weer op de toren teruggeplaatst.
Het hoge licht heeft dienstgedaan tot de komst van de nieuwe lichten bij de aanleg van de Maasvlakte in 1974. In 1982 kreeg het hoge licht een monumentenstatus.
De toren is momenteel in gebruik als Kustverlichtingsmuseum Hoek van Holland. In dit museum ziet men een tentoonstelling over de geschiedenis van vuurtorens, vuurtoren modellen, lampenwisselaars, propaan gaslantarens, radiobakens, fotomateriaal en boeien.
- Locatie: 51° 58′ 28″ NB, 4° 07′ 59″ OL
- Bouwjaar: 1893-1894
- In gebruik: gedoofd 1974
- Hoogte: 27,2 meter

## Het oude "lage licht"
Het roodbruine gietijzeren lage licht werd eveneens door Adrianus Cornelis van Loo ontworpen en werd tussen 1899 en 1900 gebouwd door Penn & Bauduin. De toren verving een achtkantige bakstenen torentje uit 1893 van dezelfde ontwerper. De vuurtoren is opgebouwd uit een groot aantal aan elkaar geschroefde gietijzeren onderdelen en telt drie verdiepingen en 42 traptreden.
Dit lage licht was het eerste licht, gezien vanaf de zeezijde. Wanneer de bemanning van een binnenvarend schip het achterste hoge licht recht boven het lage licht ziet, ligt het schip op de juiste koers om de Nieuwe Waterweg op te varen.
In eerste instantie had deze toren een vetgasgloeilicht van 2000 candela. Deze lamp werd in 1913 vervangen door een gasgloeilamp van 12000 candela. In 1921 werd de lamp vervangen door een elektrische gloeilamp van 20000 candela. In 1967 is het licht van de toren gedoofd en heeft men de toren grijs geverfd en nam een licht op een steiger naast de toren de functie van lage licht over.
Het lage licht is in 1977 in twee delen naar de Leuvehaven te Rotterdam vervoerd. In 1990 is de toren nogmaals verplaatst naar het Maritiem Buitenmuseum in Rotterdam. Daar kreeg de toren ook zijn roodbruine kleur weer terug. In de vuurtoren is een kleine tentoonstelling ingericht.
- Locatie vroeger: 51° 58′ 34″ NB, 4° 07′ 32″ OL
- Locatie nu: Leuvehaven te Rotterdam 51° 55′ 1″ NB, 4° 28′ 57″ OL
- Bouwjaar: 1899-1900
- In gebruik: gedoofd in 1967
- Hoogte: 13,5 meter

## Het "hoge lichtopstand voor uitgaande scheepvaart"

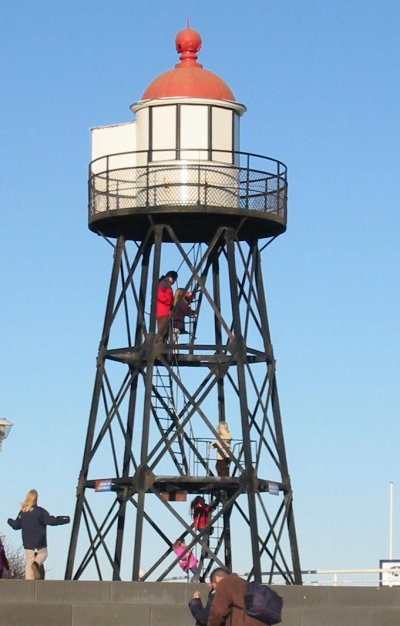
Een replica van de hoge lichtopstand voor uitgaande scheepvaart is te vinden in Kijkduin

In 1894 werden er twee opengewerkte torentjes opgericht die samen een lichtlijn vormden voor het uitgaande scheepvaartverkeer. In 1974 werd deze lichtlijn gedoofd. Het lage licht bij de Berghaven werd toen gesloopt. Het hoge licht werd in 1976 voor een klein bedrag verkocht aan de gemeente Den Haag waar het een toeristische attractie werd op het Deltaplein in Kijkduin. 
In 2003 haalde de Stichting Lichtopstand Hoek van Holland 2000 handtekeningen op om dit torentje te doen laten terugkeren naar Hoek van Holland. Op 18 februari 2004 is het torentje met een Chinookhelikopter teruggevlogen naar zijn oorspronkelijke positie aan de Koningin Emmaboulevard. In 2014 is de toren gerestaureerd met giften van Stena Line en de gemeente Rotterdam.
Na het verwijderen van de oorspronkelijke toren werd in Kijkduin een replica van de toren opgericht.
- Locatie : 51° 58′ 48″ NB, 4° 07′ 4″ OL
- Bouwjaar: 1899-1900
- In gebruik: gedoofd in 1974
- Hoogte: 11 meter

## De nieuwe lichten

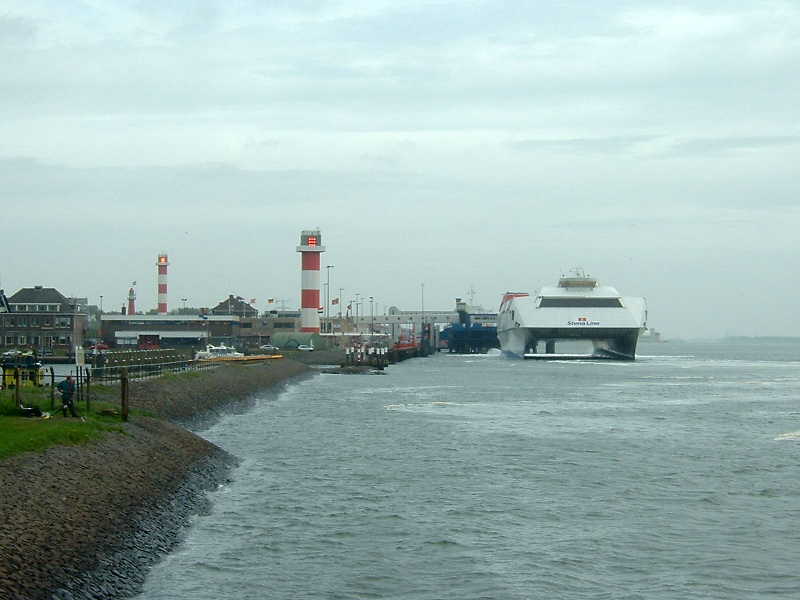
De nieuwe rode lichten, met op de achtergrond het oude hoge licht

Toen in de Maasvlakte voltooid was, lagen de oude lichten te ver van zee. Deze oude lichten werden vervangen door zes betonnen torens en vormen samen drie lichtroutes.
1. Noordelijke route: Twee rode lichten en leidt schepen naar de Nieuwe Waterweg en Rotterdam
2. Middelste route: Twee witte lichten en leidt schepen de haven binnen
3. Zuidelijke route: Twee groene lichten en leidt schepen naar Europoort

De nieuwe lichten zijn in de periode tussen 1971 en 1974 gebouwd en zijn aanzienlijk hoger dan de oude lichten.

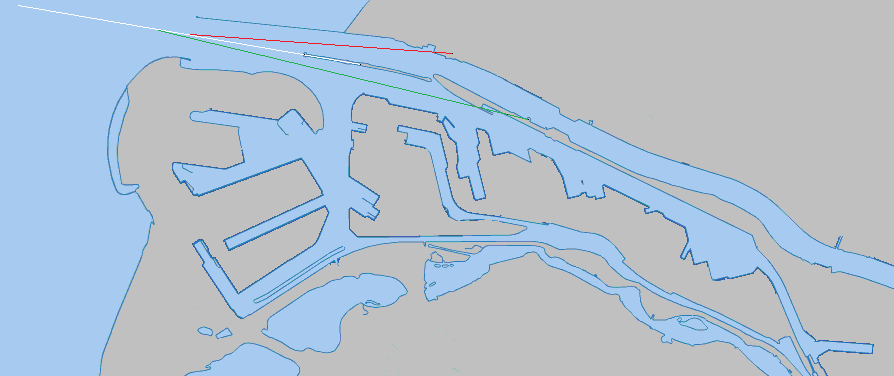
De lichtlijnen van de haven van Rotterdam samen met de rest van het Rotterdamse havengebied.

| Naam                            | Lichtlijn | Coördinaten                  |
| ------------------------------- | --------- | ---------------------------- |
| Vuurtoren Maasmond Laag         | Wit       | 51° 58′ 53″ NB, 4° 4′ 53″ OL |
| Vuurtoren Maasmond Hoog         | Wit       | 51° 58′ 39″ NB, 4° 5′ 49″ OL |
| Vuurtoren Hoek van Holland Laag | Rood      | 51° 58′ 33″ NB, 4° 7′ 32″ OL |
| Vuurtoren Hoek van Holland Hoog | Rood      | 51° 58′ 29″ NB, 4° 7′ 55″ OL |
| Vuurtoren Europoort Laag        | Groen     | 51° 57′ 34″ NB, 4° 8′ 43″ OL |
| Vuurtoren Europoort Hoog        | Groen     | 51° 57′ 27″ NB, 4° 9′ 9″ OL  |